# Contre-la-montre féminin des moins de 23 ans aux championnats du monde de cyclisme sur route 2024
Le contre-la-montre féminin des moins de 23 ans aux championnats du monde de cyclisme sur route 2024 a lieu le dimanche 22 septembre 2024 entre Gossau et Zurich, en Suisse, sur une distance de 29,9 kilomètres. 

## Parcours
Partant de Gossau, le début du parcours est relativement plat. Par la suite, les coureuses entament la montée de 2 kilomètres du Pfannenstiel, une pente moyenne autour des 6 % franchie après 10 kilomètres. Après la descente vers le lac de Zurich, le parcours longe ce lac vers le nord-ouest par une douzaine de kilomètres plats pour rejoindre Zurich. Les coureuses parcourent 29,9 km.

## Favorites
21 coureuses sont éligibles aux médailles sur le contre-la-montre des moins de 23 ans, qui a lieu en même temps que le contre-la-montre des élites. La favorite est la tenante du titre Antonia Niedermaier, ainsi que la Finlandaise Anniina Ahtosalo récente championne d'Europe du contre-la-montre espoirs. La Belge Julie De Wilde, médaillée de bronze de la précédente édition, fait figure de principale rivale pour le titre, tout comme la Luxembourgeoise Marie Schreiber et la Slovaque Nora Jenčušová,.

## Classement
| Rang                               | Cycliste             | Pays       | Temps        |
| ---------------------------------- | -------------------- | ---------- | ------------ |
| Médaille d'or, Coupe du Monde      | Antonia Niedermaier  | Allemagne  | 40 min 21 s  |
| Médaille d'argent, Coupe du Monde  | Jasmin Liechti       | Suisse     | + 2 min 11 s |
| Médaille de bronze, Coupe du Monde | Julie De Wilde       | Belgique   | + 2 min 16 s |
| 4                                  | Marie Schreiber      | Luxembourg | + 2 min 27 s |
| 5                                  | Anniina Ahtosalo     | Finlande   | + 2 min 36 s |
| 6                                  | Tabea Huys           | Autriche   | + 2 min 38 s |
| 7                                  | Stina Kagevi         | Suède      | + 2 min 40 s |
| 8                                  | Nora Jenčušová       | Slovaquie  | + 2 min 58 s |
| 9                                  | Alberte Greve        | Danemark   | + 3 min 21 s |
| 10                                 | Laura Lizette Sander | Estonie    | + 3 min 48 s |